# Schwarze Kolonie
Die Schwarze Kolonie ist eine ehemalige Arbeitersiedlung in Friedrich-Wilhelms-Hütte, Troisdorf.
Sie ist eine von vier Siedlungen, die nach der Übernahme der seit 1825 bestehenden Friedrich-Wilhelm-Hütte durch das Unternehmen Façoneisen-Walzwerk L. Mannstaedt & Cie. AG für die von dessen altem Produktionsstandort in Köln-Kalk zugewanderten Arbeiter und Angestellten erbaut wurden. Weitere neu gebaute Siedlungen des Unternehmens waren die Rote Kolonie für die Meister und Vorarbeiter, die Arbeitersiedlung Oberlar für die Arbeiter des Werks, sowie das Kasinoviertel für höhere Angestellte und Beamte.
Die Schwarze Kolonie entstand in zwei Bauphasen (1912–1914 und 1920–1922) nach dem Entwurf der Kölner Architekten Eugen Fabricius und Arthur Hahn. Ihr Name bezieht sich auf die Farbe der Dachziegel. Die Siedlung ist eine von drei Denkmalbereichen im Umfeld der Friedrich-Wilhelm-Hütte.